# アブルッツォ州

アブルッツォ州
Regione Abruzzo

アブルッツォ州（伊: Abruzzo）は、イタリア共和国中部のアドリア海沿岸にある州。アブルッツィ（Abruzzi）とも呼ばれる。州都はラクイラ。

## 地理

### 位置・広がり
イタリア半島の中部、アドリア海側に位置する州。州都ラクイラは州北西部に位置する内陸都市で、首都ローマから北東へ約92km、ペルージャから南東へ約118km、アンコーナから南へ約141km、ナポリから西北西へ約182kmの距離にある。
隣接する州は以下の通り。
- マルケ州 - 北
- モリーゼ州 - 南
- ラツィオ州 - 西

ローマのあるラツィオ州の北東に位置し（州域西端はローマから50kmほどの距離である）、地理的には中央イタリアに分類されることもある。中世から長年にわたってナポリ王国の領域にあったことから、文化・経済面は南イタリアとの結びつきが非常に強い。国立統計研究所（ISTAT）が用いる統計上の区分ではイタリア南部（Italia Meridionale）に分類されている。

### 地勢

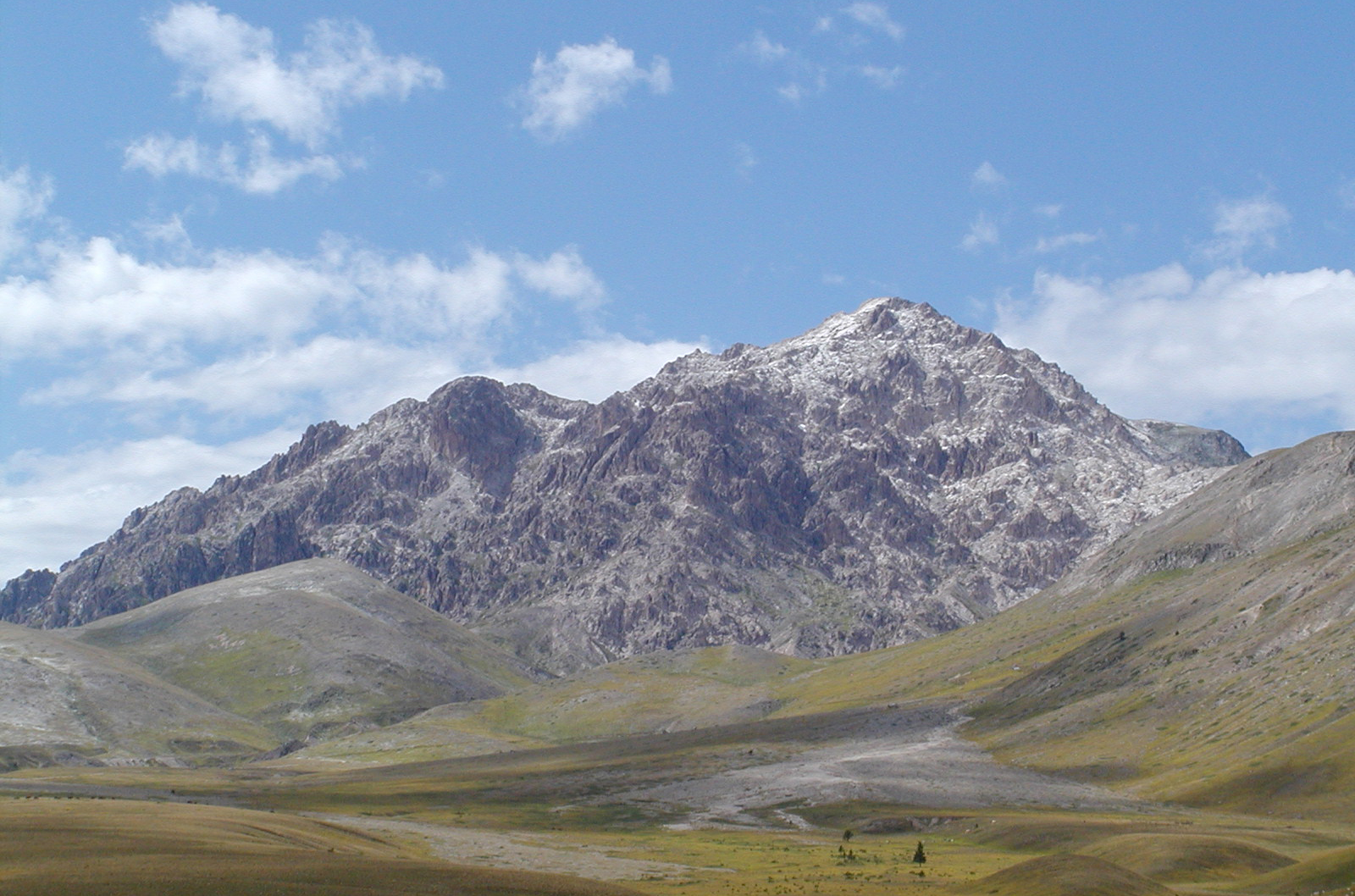
グラン・サッソ

アブルッツォ州の地勢。山岳・丘陵の割合を示す

アブルッツォ州は、イタリア半島を縦断するアペニン山脈の中央部からアドリア海までの広がりを持ち、土地は山がちで不毛である。内陸部は広い台地によって占められている。州の最高峰はグラン・サッソ山塊のコルノ・グランデ（2,912 m）であり、このほかにマイエッラ山 (Maiella) (2,793 m) などの山が連なる。海岸は、北部では長い砂浜が特徴であり、南部の海辺では小石が多いのが特徴となっている。

### 主要な都市
人口4万人以上のコムーネは以下の通り。人口は2011年1月1日現在。
- ペスカーラ （ペスカーラ県） - 123,077人
- ラクイラ （ラクイラ県） - 72,511人
- テーラモ （テーラモ県） - 54,957人
- キエーティ （キエーティ県） - 53,937人
- モンテジルヴァーノ （ペスカーラ県） - 51,565人
- アヴェッツァーノ （ラクイラ県） - 42,029人
- ヴァスト （キエーティ県） - 40,381人

- ペスカーラ
- ラクイラ
- テーラモ
- キエーティ

## 歴史

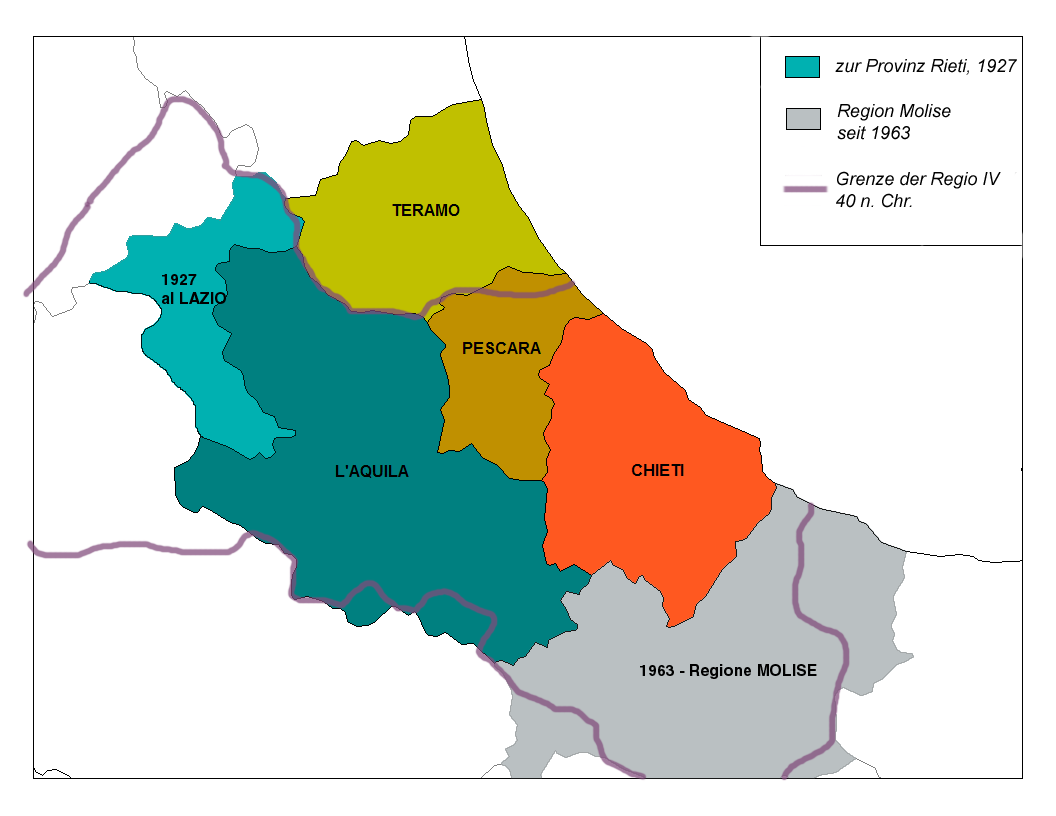
アブルッツォ州地域の歴史的行政区分。紫の線は紀元前27年に設置された古代ローマのイタリア本土第4行政区サムニウム。

アブルッツォという地域名は、ラテン語の Aprutium から来ており、これは現在のテーラモ付近にいた Praetutii という氏族に由来する。
中世にはシチリア王国（のちナポリ王国）の統治下に入った。1231年、シチリア王（神聖ローマ皇帝でもあった）フリードリヒ（フェデリーコ）2世は、地方に司法・行政を掌る「司法官」 (it:Giustiziere (funzionario)) を配置することを定めた。1233年、領土最北部の司法官管区 (it:Giustizierato) としてアブルッツォ (it:Giustizierato d'Abruzzo) を置いた（首府：スルモーナ）。1273年、この区画はカルロ1世（シャルル・ダンジュー）によって、アブルッツォ・ウルトラ (it:Abruzzo Ultra) （首府：ラクイラ）とアブルッツォ・チトラ (it:Abruzzo Citra) （首府：キエーティ）に分割された。「ウルトラ」と「チトラ」は、アテルノ＝ペスカーラ川 (it:Aterno-Pescara) の「越えた側」・「手前側」を意味する。
1806年、ナポレオン時代のナポリ王国（当時の国王はジョゼフ・ボナパルト）の行政改革に際して、アブルッツォ・ウルトラが東の「第一」 (it:Abruzzo Ulteriore Primo) （首府：テーラモ）と西の「第二」 (it:Abruzzo Ulteriore Secondo)  （首府：ラクイラ）に2分割された。この地域のアブルッツォと冠する行政区画はイタリア統一によって両シチリア王国（1816年成立）が消滅するまで維持された。
1861年に成立したイタリア王国は、地方行政区画として県を置いたが、おおむねアブルッツォ・チトラがキエーティ県、アブルッツォ・ウルトラ第一がテーラモ県、アブルッツォ・ウルトラ第二がラクイラ県（当時はアクイラ・デッリ・アブルッツィ県）に引き継がれた。
1927年、郡 (it:Circondario (Regno d'Italia)) の廃止や県の統廃合といった行政区画の再編が行われたが、この際、19世紀後半から急速に発展したキエーティ県下の港湾都市ペスカーラを県都とするペスカーラ県が発足した（キエーティ県とテーラモ県の一部を分割）。また、アクイラ・デッリ・アブルッツィ県の一部（チッタドゥカーレ、アマトリーチェなど）が割出され、ローマ県下にあったリエーティを県都とするリエーティ県（現在はラツィオ州所属）が編成されている。
第二次世界大戦後の1948年、アブルッツィ・エ・モリーゼ州 (it:Abruzzi e Molise) （州都：ラクイラ）が編成された。1964年1月、アブルッツィ・エ・モリーゼ州が分割され、アブルッツォ州とモリーゼ州が成立。
2009年4月6日、ラクイラ県を中心としてラクイラ地震が発生し、イタリア中部に大きな被害がもたらされた。同年7月のイタリアがホスト国となる主要国首脳会議は、国際的な被災地支援を呼びかけるため、開催地を急遽ラクイラに変更して開催された。

## 行政区画
アブルッツォ州は以下の4県からなる。

アブルッツォ州と各県

左端の数字はISTATコード、アルファベット2文字は県名略記号を示す。人口は2011年1月1日現在。面積の単位はkm²。
|     |    | 県名         | 綴り     | 県都       | 面積  | 人口    |
| --- | -- | ------------ | -------- | ---------- | ----- | ------- |
| 066 | AQ | ラクイラ県   | L'Aquila | ラクイラ   | 5,035 | 309,820 |
| 067 | TE | テーラモ県   | Teramo   | テーラモ   | 1,948 | 312,239 |
| 068 | PE | ペスカーラ県 | Pescara  | ペスカーラ | 1,225 | 323,184 |
| 069 | CH | キエーティ県 | Chieti   | キエーティ | 2,588 | 397,123 |

## 文化

### 言語
2006年の国立統計研究所（ISTAT）の統計によれば、6歳以上の住民の家庭内での会話における言語状況は以下の通り。イタリア語（Italiano）、地方言語（Dialetto）、他の言語（Altra lingua）についてのデータで、左列が全国平均、右列がアブルッツォ州の数値である。
| 家庭内の会話における使用言語           | 全国  | 州    |
| -------------------------------------- | ----- | ----- |
| イタリア語のみ、あるいは主にイタリア語 | 45.5% | 37.1% |
| 地方言語のみ、あるいは主に地方言語     | 16.0% | 20.7% |
| イタリア語と地方言語の双方             | 32.5% | 38.3% |
| 他の言語                               | 5.1%  | 2.6%  |

アブルッツォ方言はナポリ語の方言と分類される。州西部では中央イタリア方言のサビーノ方言が話される。ラクイラおよびその近郊では、サビーノ方言の小区分であるラクイラ方言が話されている。

### 食文化

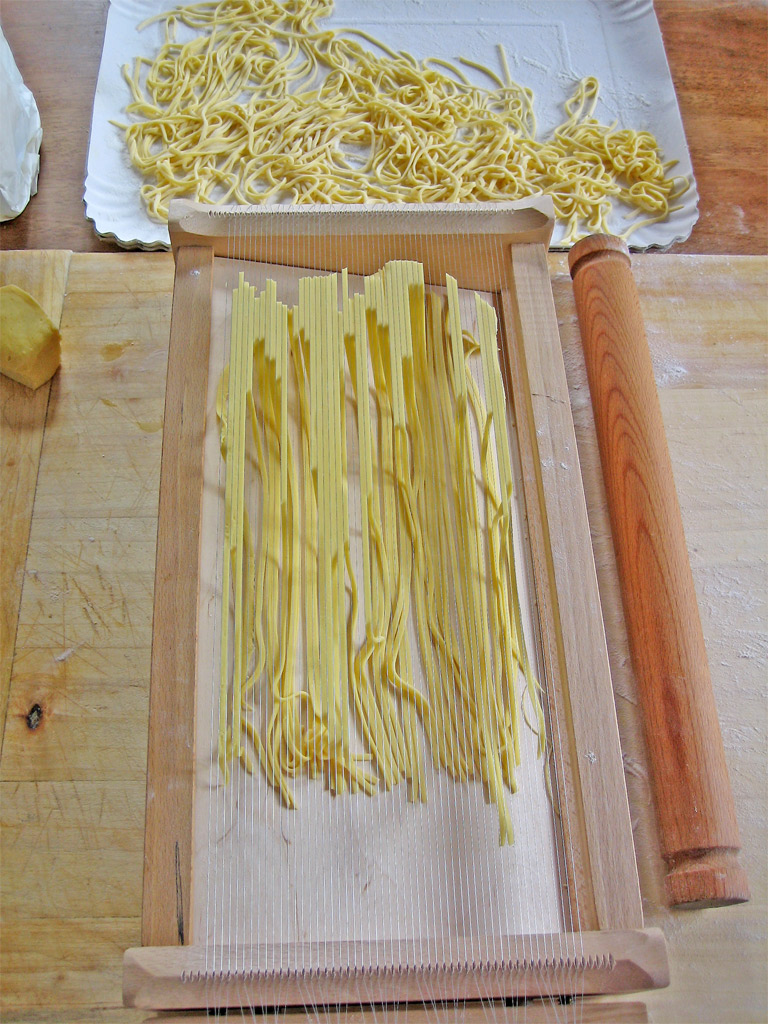
キタッラでつくられるスパゲッティ・アッラ・キタッラ

アブルッツォ料理 (it:Cucina abruzzese) の代表的なものの1つは、スパゲッティ・アッラ・キタッラ（マッケローニ・アッラ・キタッラとも） (it:Spaghetti alla chitarra) である。この特徴的なパスタは、キタッラと呼ばれる弦を張った器具の上に、薄く伸ばしたパスタ生地を置き、麺棒で押して切ったもので、長い細い麺はスパゲッティと類似している。パスタはトマト・ベースのソースとともに供され、しばしばトウガラシ、豚肉、ガチョウ肉、羊肉などが加わる。
付け合わせとして地域ごとに特徴のあるサイドディッシュが出される。例えば、サーニェ・エ・ファジョーリ（sagne e fagioli） (Pasta e fagioli) として知られている豆とパスタのスープなどで、このスープは、トマト、ニンニク、オリーブオイルとペペロンチーニで風味をつけている。
白トリュフの名産地でもあり、トリュフ犬という訓練されたイヌを使役して収穫が行われている。

## スポーツ

### サッカー
州内に本拠を置くプロサッカークラブとしては以下がある。所属リーグは2012-13シーズン現在。
- ペスカーラ・カルチョ （ペスカーラ県ペスカーラ） - セリエA（1部リーグ）
- SSヴィルトゥス・ランチャーノ1924 （キエーティ県ランチャーノ） - セリエB（2部リーグ）

- SSキエーティ・カルチョ（英語版） （キエーティ県キエーティ） - レガ・プロ2（4部リーグ）
- SSテーラモ・カルチョ （テーラモ県テーラモ） - レガ・プロ2
- ラクイラ・カルチョ1927（英語版） （ラクイラ県ラクイラ） - レガ・プロ2

5部リーグ（アマチュア最上位リーグ）のセリエDでは、エミリア＝ロマーニャ州・マルケ州・モリーゼ州のチームとともにジローネFに属する。アブルッツォ州の地方リーグ（6部リーグ）として、エッチェッレンツァ・アブルッツォ (it:Eccellenza Abruzzo) がある。

## 交通

### 主要な道路
アウトストラーダ
- アウトストラーダ A14: 〔ボローニャ〕 - ジュリアノーヴァ - ペスカーラ - オルトーナ - ヴァスト - 〔ターラント〕
- アウトストラーダ A24: 〔ローマ - トラーノ（ボルゴローゼ郊外）〕 - ラクイラ - テーラモ
- アウトストラーダ A25: 〔トラーノ〕 - アヴェッツァーノ - スルモーナ - キエーティ - ペスカーラ

### 主要な鉄道
- アドリアティカ線 (it)  : 〔アンコーナ〕 - ジュリアノーヴァ - ペスカーラ - オルトーナ - ヴァスト - 〔レッチェ〕
- ローマ＝スルモーナ＝ペスカーラ線 (it)  : 〔ローマ〕 - アヴェッツァーノ - スルモーナ - キエーティ - ペスカーラ
- テーラモ＝ジュリアノーヴァ線 (it)  : テーラモ - ジュリアノーヴァ
- テルニ＝スルモーナ線 (it)  : 〔テルニ〕 - ラクイラ - スルモーナ
- スルモーナ＝イゼルニア線 (it)  : スルモーナ - カステル・ディ・サングロ - 〔カルピノーネ - イゼルニア〕

### 空港

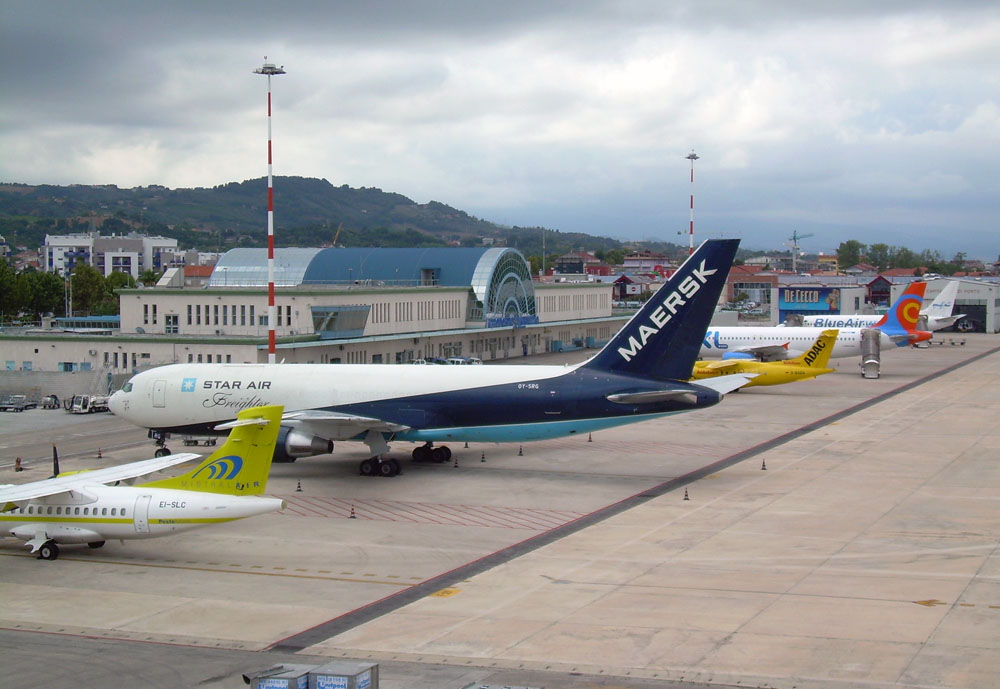
アブルッツォ空港

- アブルッツォ空港（英語版）（ペスカーラ県ペスカーラ近郊）
- ラクイラ空港（英語版）（ラクイラ県ラクイラ）

### 主要な港湾

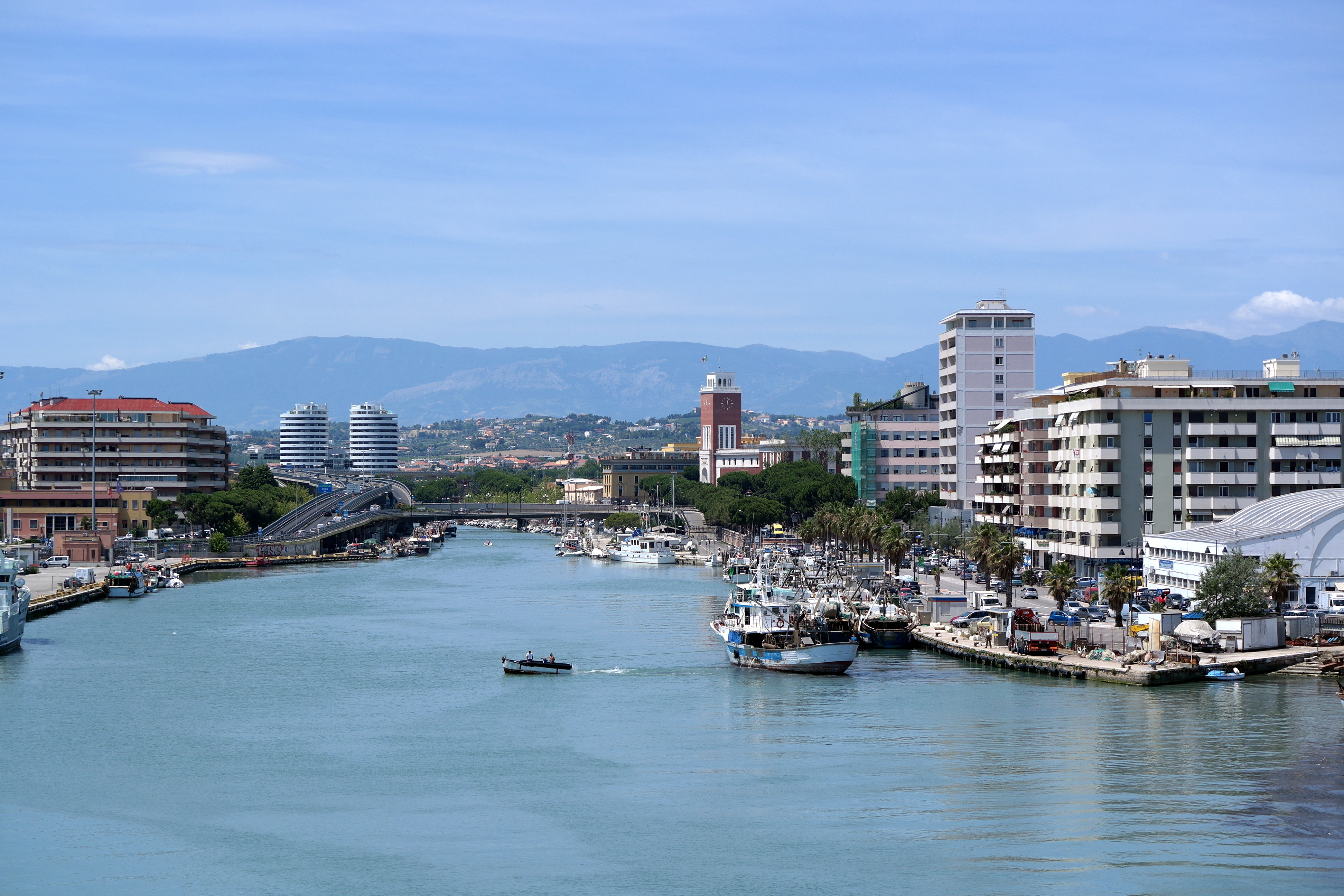
ペスカーラ港

- ジュリアノーヴァ港（イタリア語版）（テーラモ県ジュリアノーヴァ）
- ペスカーラ港（イタリア語版）（ペスカーラ県ペスカーラ）
- オルトーナ港（イタリア語版）（キエーティ県オルトーナ）
- ヴァスト港（イタリア語版）（キエーティ県ヴァスト）

## 人物

### 著名な出身者
- アレッサンドロ・ヴァリニャーノ - 16世紀に訪日した宣教師。キエーティ出身。
- ガブリエーレ・ダンヌンツィオ - 19-20世紀の詩人・作家・政治活動家。ペスカーラ出身。
- ベネデット・クローチェ - 19-20世紀の哲学者・歴史学者。ペスカッセーロリ出身。